# Johan Bogaeus
Bengt Johan Bogaeus, född 25 februari 1964 i Oskarshamn i Småland, är en svensk manusförfattare och sångtextförfattare.

## Filmmanus i urval
- 1993 – Euro Boy
- 1995 – De professionella
- 1998 – Sista Kontraktet
- 1999 – Julens hjältar
- 1999 – Stjärnsystrar
- 2000 – Barnen på Luna
- 2001 – En häxa i familjen
- 2001 – Regnspöken
- 2002 – Cleo
- 2004 – Bara Bea
- 2004 – Allt och lite till
- 2006 – Mentor
- 2007 – Borta med kvinnan
- 2014 – Doktor Proktors Pruttpulver
- 2015 – Doktor Proktors Tidsbadkar
- 2018 – Beck – Djävulens advokat
- 2020 – Pelle Svanslös
- 2021 – Beck – Undercover
- 2022 – Beck – Rage Room
- 2024 – Beck – Dödläge